# ポントレジーナ

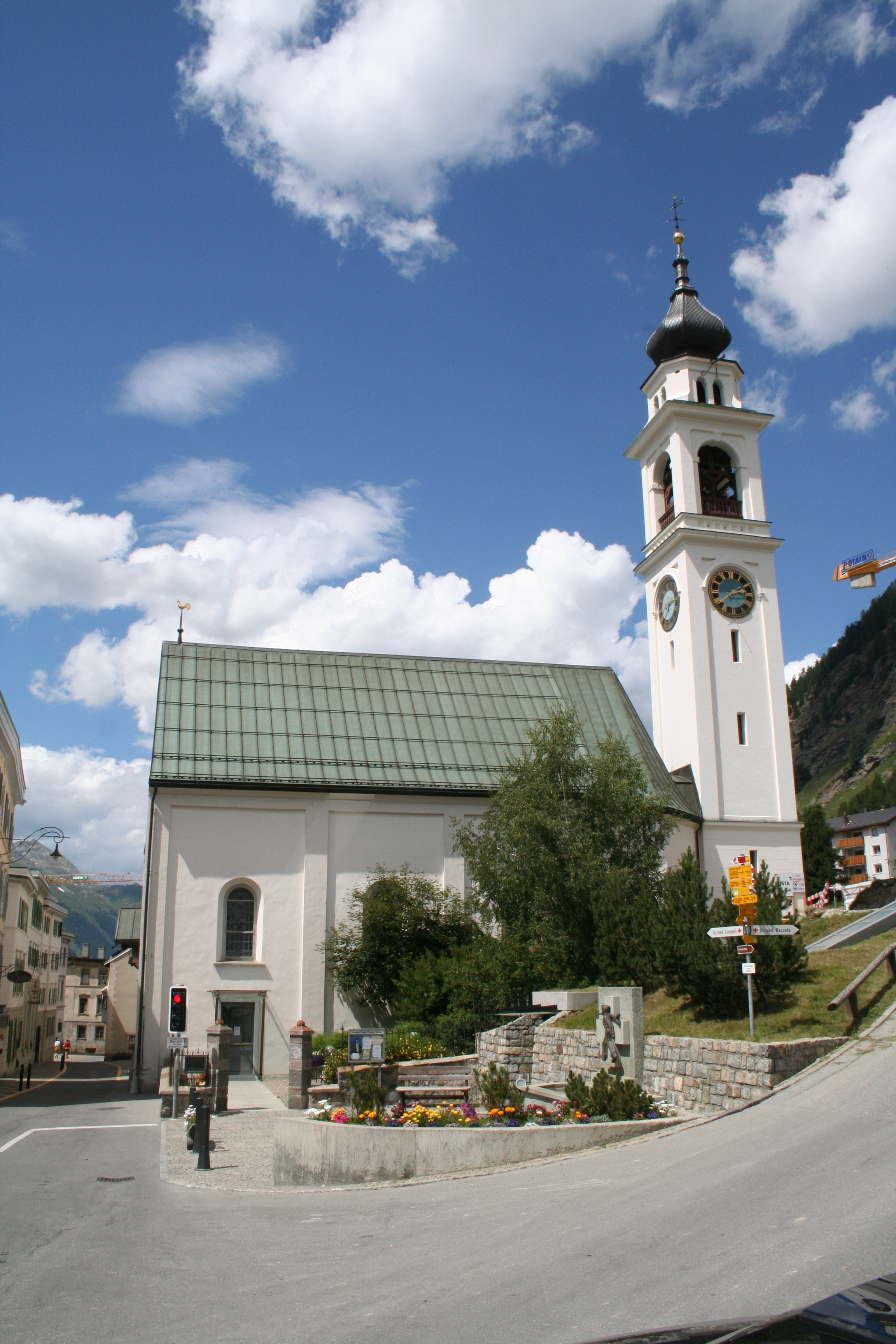
ポントレジーナのプロテスタント教会

ポントレジーナ（ドイツ語: Pontresina、ロマンシュ語:  Puntraschigna）はスイス東南部、オーバーエンガディン地方グラウビュンデン州の基礎自治体。ベルニナ峠に伸びる谷（ヴァル・ベルニーナ）の入り口にあり、サン・モリッツの隣村にもなっている。エンガディン滞在の拠点として人気があり、エレガントな高級クラスのホテルを含め、計22軒のホテルを擁する（2012年9月現在）。
もともとロマンシュ語が話される地域で、エンガディン地方で良く見られるスグラフィット模様の家壁を目にする。
村の人口は2178人（2020年12月現在）。登山が盛んな地で、村内には有名な登山学校がある。ロゼッチ（ロゼック）谷やアルプ・ラングワルトなど、周辺の谷や山への観光やハイキングが人気。村の中心にあるサンタ・マリア教会は、グラウビュンデン州の中でも特に貴重な建物と位置付けられている。
ポントレジーナ付近の山岳地帯は、ヨーロッパアルプスの岩山に生息するヤギの一種、アイベックス（シュタインボック／独）の生息地になっており、観光客がアイベックスと触れ合うことができるテーマパーク「シュタインボック・パラダイス（アイベックス・パラダイス）」が2017年7月にオープンした。

## 命名
諸説あるが、橋に由来するとされる。紋章に描かれているプント・オッタは少なくとも300年以上前から存在したといわれ、候補の一つと目される。

## 交通
スイス最大の私鉄、レーティッシュ鉄道が、ポントレジーナとサン・モリッツ、サメーダン、ティラーノ（伊）など、各方面との間を結ぶ。絶景列車、ベルニナ急行もポントレジーナ駅に停車する。

## アクセス
チューリヒから列車で約4時間（途中クール、サメーダンで乗換え）。ツェルマットからグレッシャー・エクスプレスで約8時間（途中サメーダンで乗換え）。ミラノから約6時間（途中ティラーノ乗換え、ベルニナ線経由）。